# 吉屋出租
《吉屋出租》（Rent）這部搖滾音樂劇在1996年1月，紐約市的New York Theatre Workshop首演，1996年4月29日之後轉往百老匯，在41街的Nederlander Theatre繼續演出，並在2006年的3月1日成為百老匯史上第七長壽的劇碼。《吉屋出租》同時獲得東尼獎及普立茲獎的肯定。這齣音樂劇改編自普契尼的歌劇《波希米亞人》，劇情著重於一群窮困的藝術家和音樂家，即使在愛滋病的陰影下(在「波希米亞人」中是肺結核)仍在紐約的字母城掙扎努力生存。
這齣音樂劇的原聲帶是美國音樂劇界近三十年來最成功的錄音，計有一套雙碟的完整版，包含一首由史提夫·汪達演唱的混音版「Seasons of Love」，還有一套僅單張的精選輯。
《吉屋出租》是百老匯音樂劇中，率先把同性戀、雙性戀及跨性別等議題搬上舞台的，之前只要是觸及這些議題的製作，都被歸類至外百老匯(僅《一籠傻鳥》例外)。

## 製作過程
最初的主意是劇作家Billy Aronson想出來的，在1988年，Aronson突然想做一部現代的《波希米亞人》，並且是一齣「改編自普契尼的《波希米亞人》」，但是用紐約的粗俗和噪音取代普契尼甜美燦爛的世界。1989年，強納生·拉森，一個29歲的作曲家，開始跟Aronson合作交流想法，拉森想出了劇名，並建議把場景從上西區搬到拉森自己住的鬧區。1991年，拉森問Aronson是否可以將這個他們同心協力原創的概念當成拉森一個人的。他們也協議如果《吉屋出租》在百老匯搬演，Aronson可以分享營業額。
接下來的好幾年，拉森都像是為了《吉屋出租》而活，他不停改寫更動，並為這齣劇寫了上百首的歌——當中的44首成為最後的版本。儘管這齣劇是如此的特殊小眾，但也證明了它可以同樣受歡迎。不幸的，拉森沒辦法活著見到這齣戲的成功。1996年1月25號的清晨，就在紐約劇院工作室最後一次著裝整排結束後的幾個小時，拉森死於一種難以診斷的主動脈夾層(一般相信是由馬凡氏症候群所引起)。而那天正是首演日。
應拉森父母的要求，儘管拉森已在當天稍早去世，表演仍在紐約劇院工作室展開首演。根據演員和觀眾的描述，首演僅是以簡單的表演方式開始，但是到了「La Vie Boheme A」這首歌，演員們開始完整的表演。觀眾為表演深深感動，在表演結束後整整三十秒內，像著了魔一般坐在位子上一動也不動，直到有一個人說了：「謝謝你，強納生·拉森。」咒語才解除。這齣戲在外百老匯演出了一段時間，可是因為實在太受歡迎，於是自然而然地轉往百老匯演出。1996年4月29號，吉屋出租在被人遺忘一陣子的Nederlander劇院首演。